# Apomecyna albovaria
Apomecyna albovaria là một loài bọ cánh cứng trong họ Cerambycidae.